# Zakrzosek
Zakrzosek (696 m n.p.m.) – niepozorne wyniesienie grzbietu w głównym grzbiecie Pasma Równicy w Beskidzie Śląskim, znajdujące się między Trzema Kopcami Wiślańskimi a Świniarką. Na tym odcinku pasmo ma przebieg południkowy. Wzniesienie jest porośnięte lasem, ale na jego łagodnych, północnych stokach jest polana z kilkudomowymi zabudowaniami należącego do Brennej osiedla Zakrzasek. Z polany tej na grzbiet i dalej do Ustronia prowadzi wygodna droga asfaltowa. Niżej, na stokach zachodnich jest druga polana z zabudowaniami należącego do Ustronia osiedla Siedmiogronie. Grzbietem wzniesienia przebiega granica między Brenną a Ustroniem. Stoki zachodnie opadają do doliny potoku Dobka, wschodnie do Potoku Goleszowskiego.
Zakrzosek jest zwornikiem dla krótkiego, północno-zachodniego grzbietu zakończonego szczytem Jastrzębie.

## Szlak turystyczny
Przez Zakrzosek biegnie niebieski szlak turystyczny.
 schronisko PTTK na Równicy – Beskidek – przełęcz Beskidek – Orłowa – Świniarka – Zakrzosek – Trzy Kopce Wiślańskie. Odległość 8 km, suma podejść 280 m, czas przejścia 2:25 godz., z powrotem 2:35 godz.